# مجمع هوناط خاتون

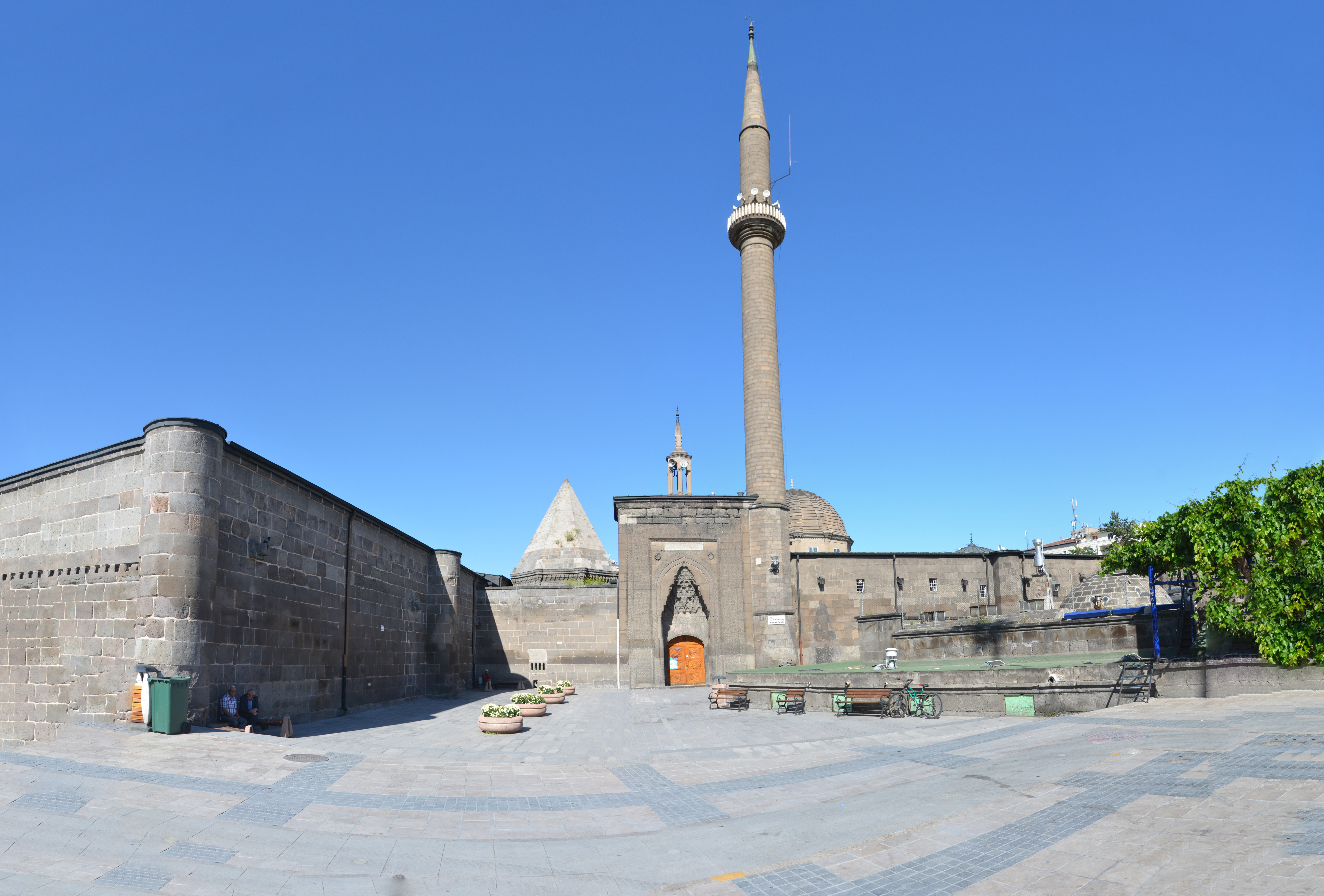
مُجمع هوناط خاتون

في أوائل القرن الثالث عشر، استولى كيقباد الأول، سلطان سلاجقة الأناضول (1219-1237)، على قلعة ألانيا (التي أعيدت تسميتها فيما بعد إلى علائية) من حاكمها الأرمني كير فارت. كان أحد شروط أستسلام فارت هو أن تصبح ابنته هوناط («السيدة» باللغة الفارسية) ماهبيري خاتون زوجة السلطان. بعد زواجها، اعتنقت هوناط الإسلام وكلفت ببناء بمُجمع هوناط خاتون، المكون من مسجد هوناط خاتون ومقبرة ومدرسة وحمّام، والذي لا يزال يعمل ولديه مرافق مُنفصلة للرجال والنساء.
الهيكل المركزي في المُجمع هو مسجد، والزخارف الموجودة فوق باب المدخل مباشرة، هي الآية الثامنة عشرة من سورة التوبة («إِنَّمَا يَعْمُرُ مَسَاجِدَ اللَّهِ مَنْ آمَنَ بِاللَّهِ وَالْيَوْمِ الْآخِرِ وَأَقَامَ الصَّلَاةَ وَآتَى الزَّكَاةَ وَلَمْ يَخْشَ إِلَّا اللَّهَ ۖ فَعَسَىٰ أُولَٰئِكَ أَن يَكُونُوا مِنَ الْمُهْتَدِينَ»). يذكُر النقش الرُخامي على الجزء العلوي من البوابات الغربية والشرقية السلطان كيخسرو الثاني، كما تم استخدام المواد الحجرية المقطوعة في المُجمع بأكمله.
تبدو المدرسة وكأنها قلعة من الخارج، وهي عبارة عن فناء مفتوح من طابق واحد مع إيوانين. منذ عام 1929، تم استخدام المدرسة كمتحف للآثار لسنوات عديدة. وفي عام 1998، تم نقل المدرسة إلى المديرية الإقليمية بعد أن تم تنفيذ صيانة وإصلاح لها من قبل حاكم قيصرية، وتم وضعها في الخدمة كسوق للهدايا التذكارية. لا تزال تُستخدم كمحل لبيع الهدايا.
لاحظ أن المُجمع ليس في ألانيا، وأنما في قيصرية.
 
إحداثيات الموقع:38°43′14″N 35°29′27″E / 38.72056°N 35.49083°E

## المعرض

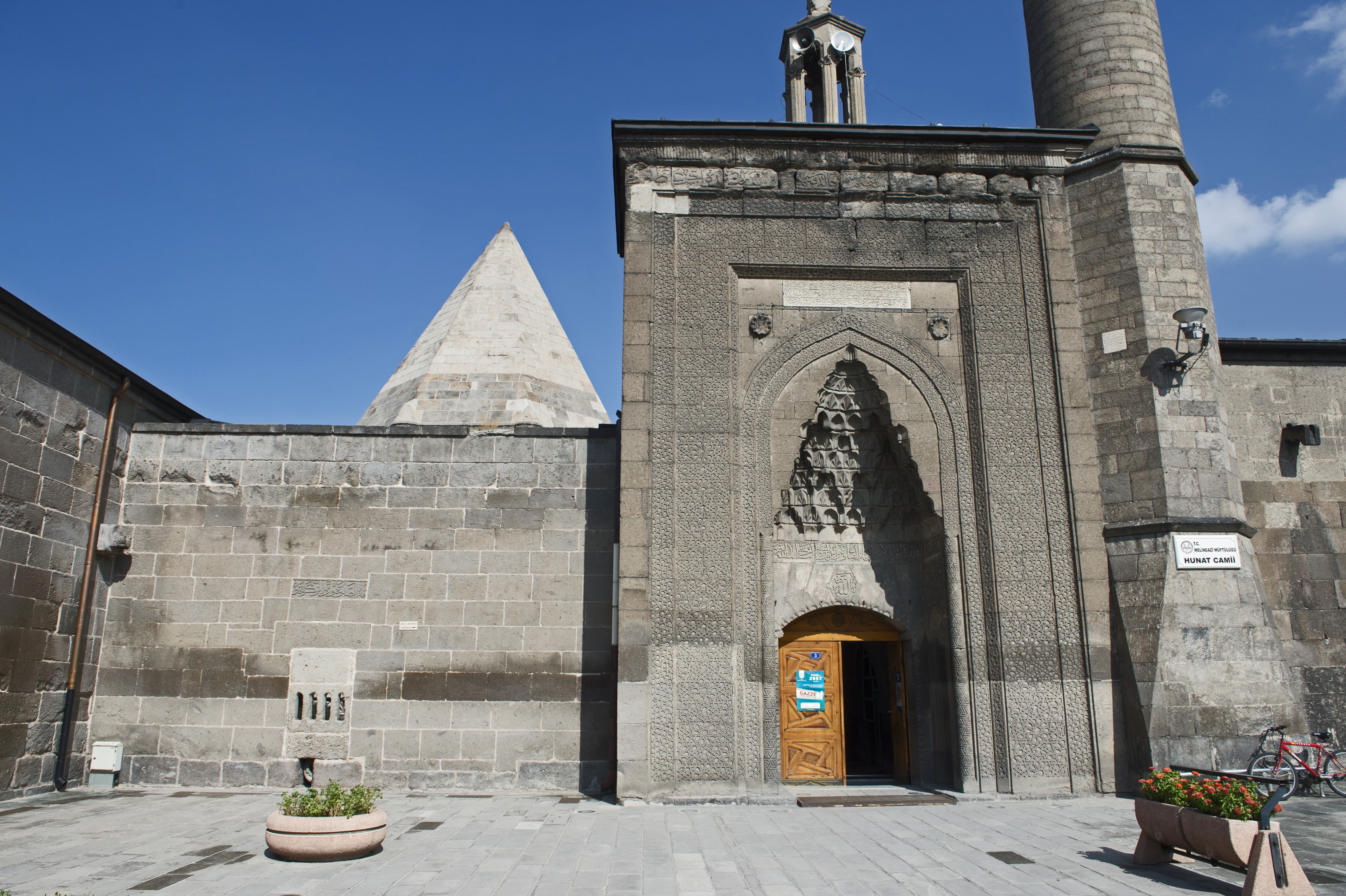
مجمع هوناط خاتون الأمامي
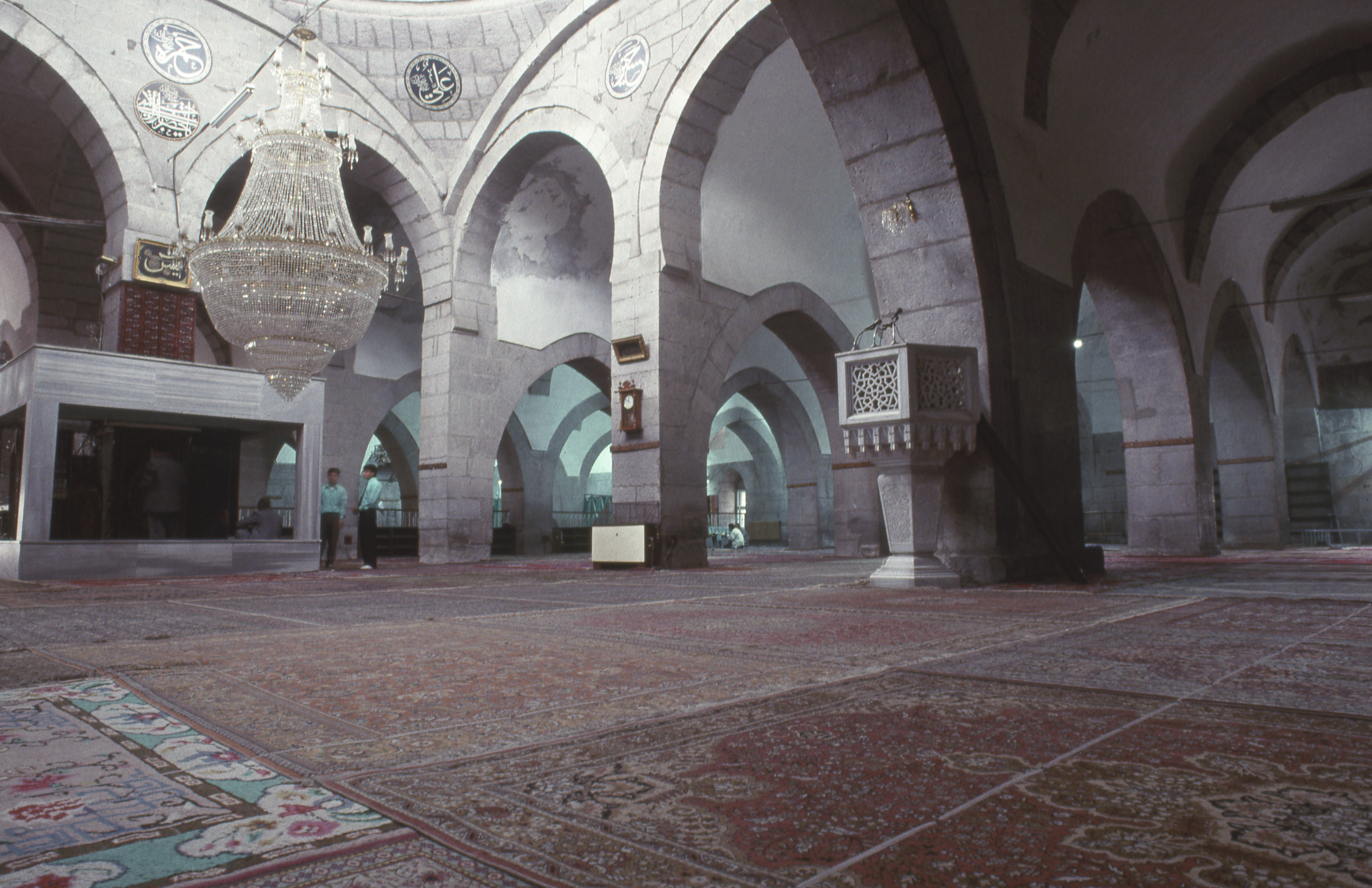
مسجد داخلي لمُجمع هوناط خاتون
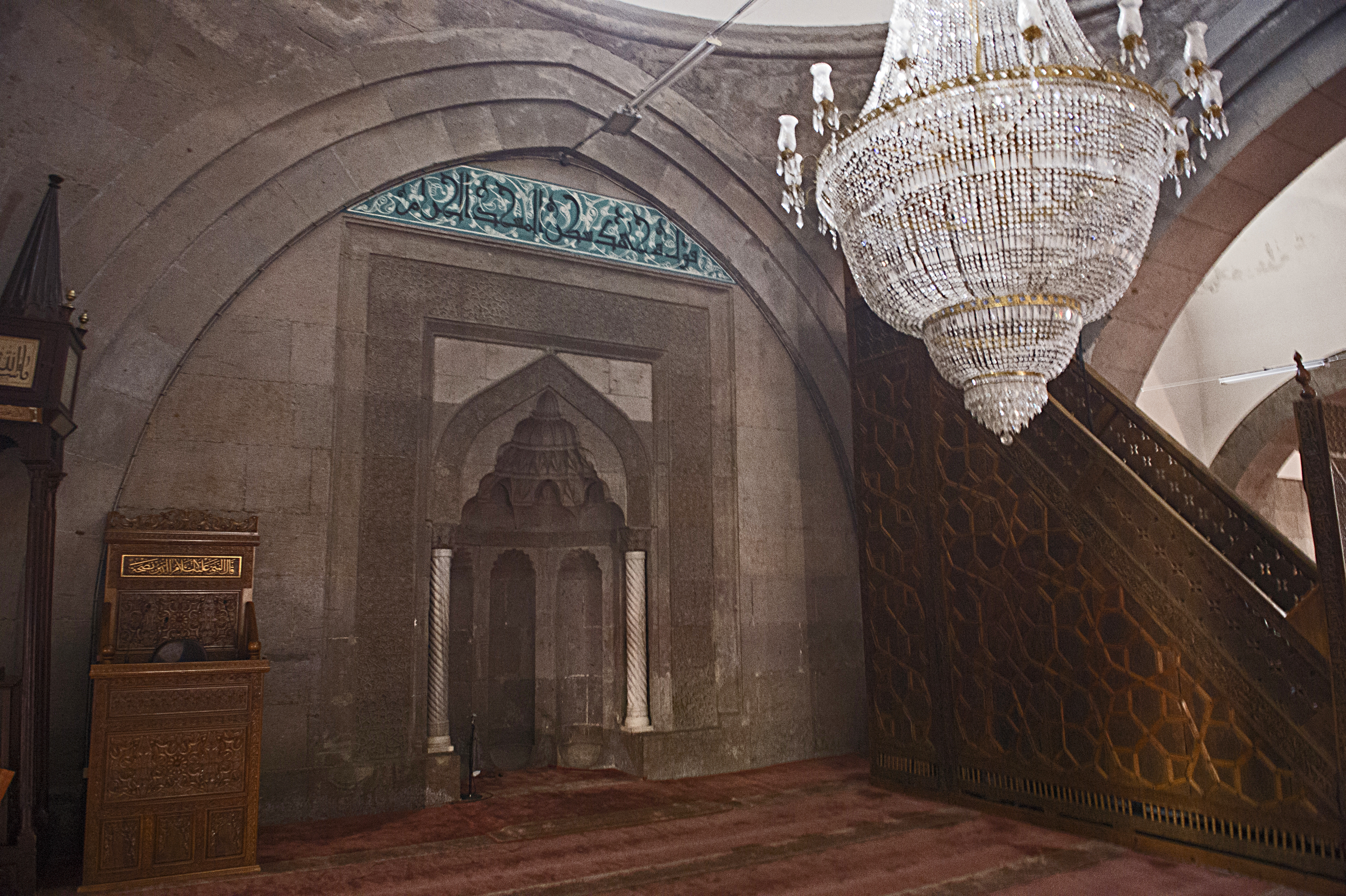
مُجمع هوناط خاتون الداخلي (منبر مسجد ومحراب)
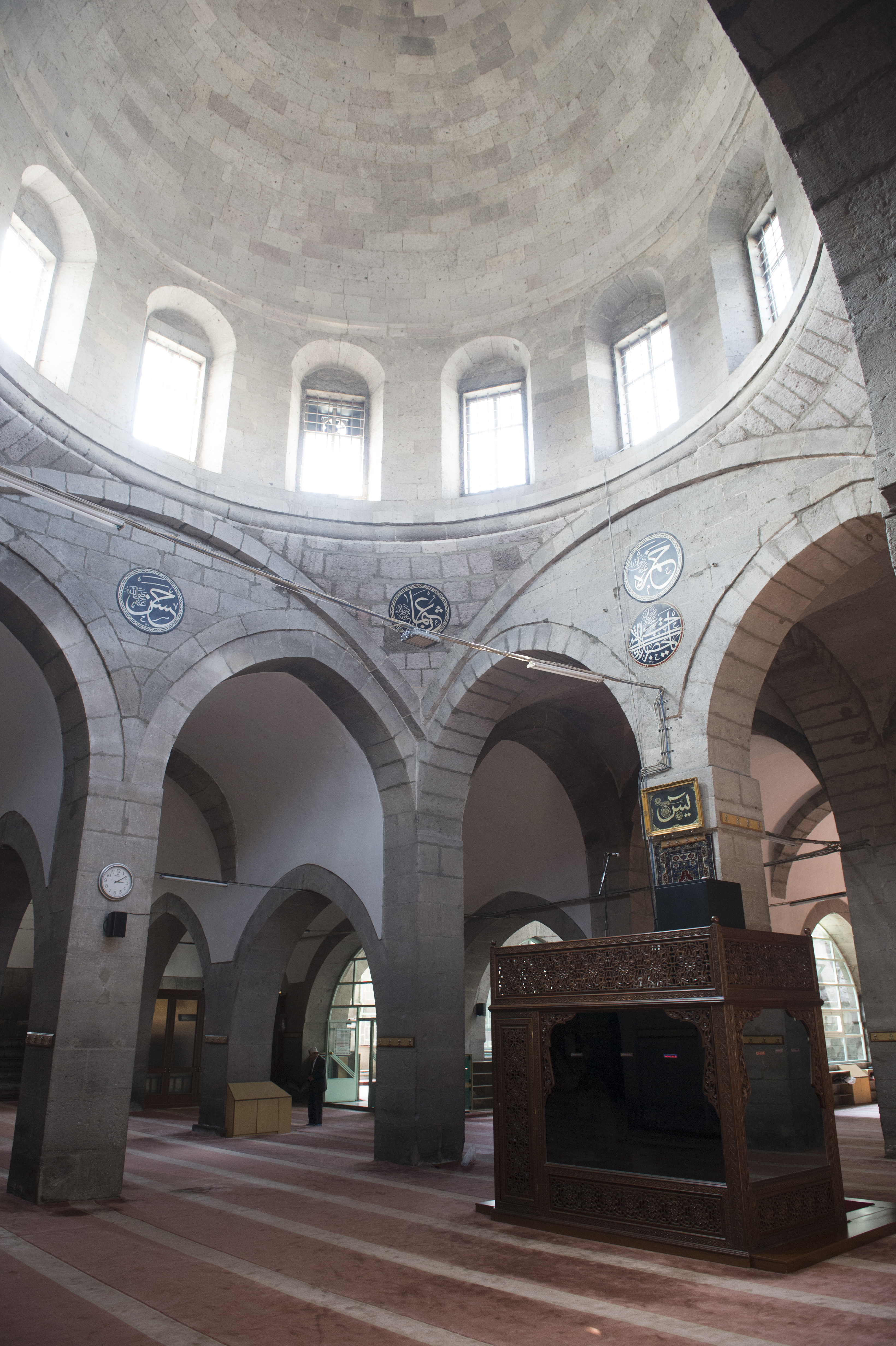
مُجمع هوناط خاتون الداخلي قُبة المسجد المركزية
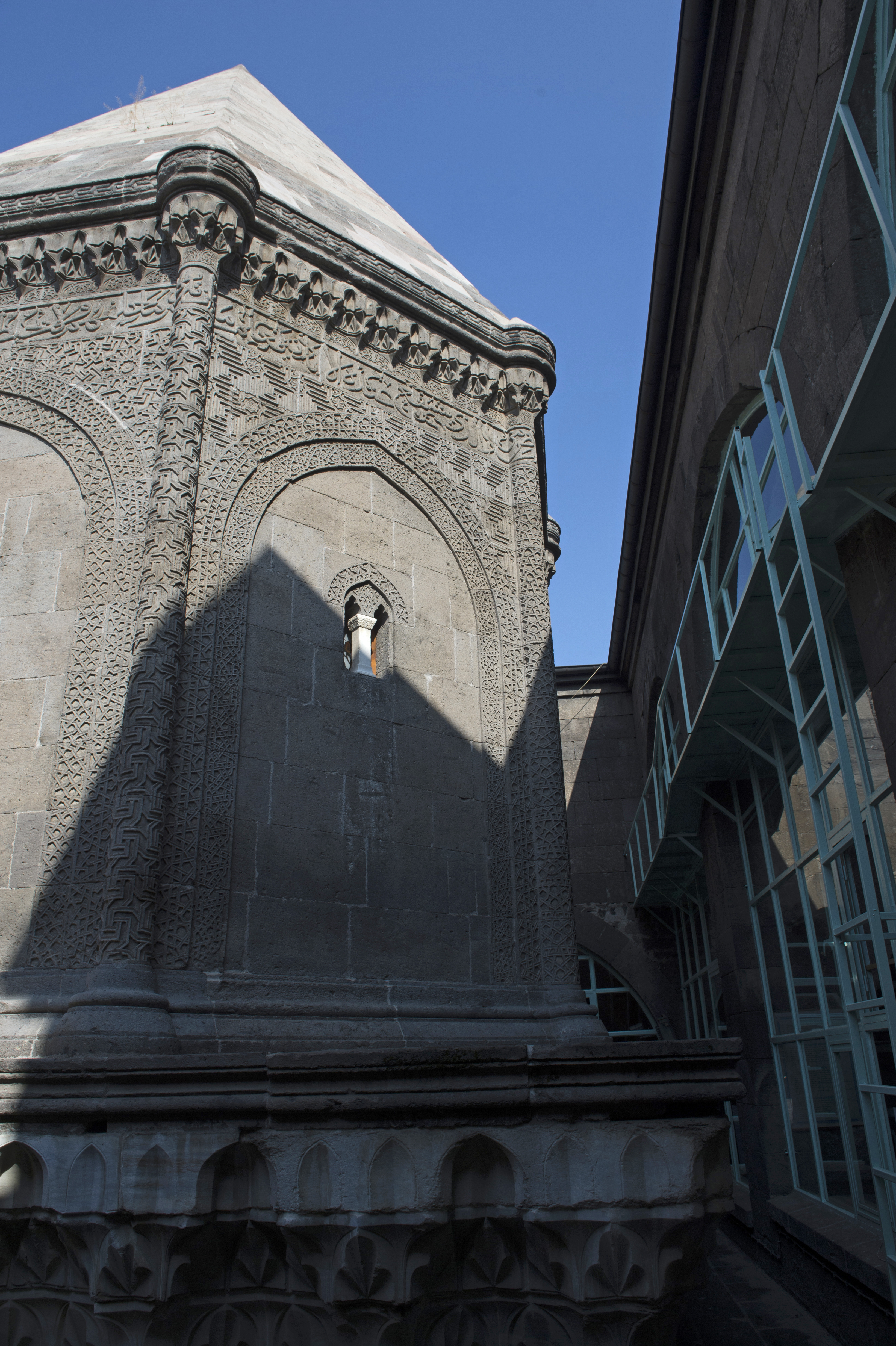
ضريح مُجمع هوناط خاتون
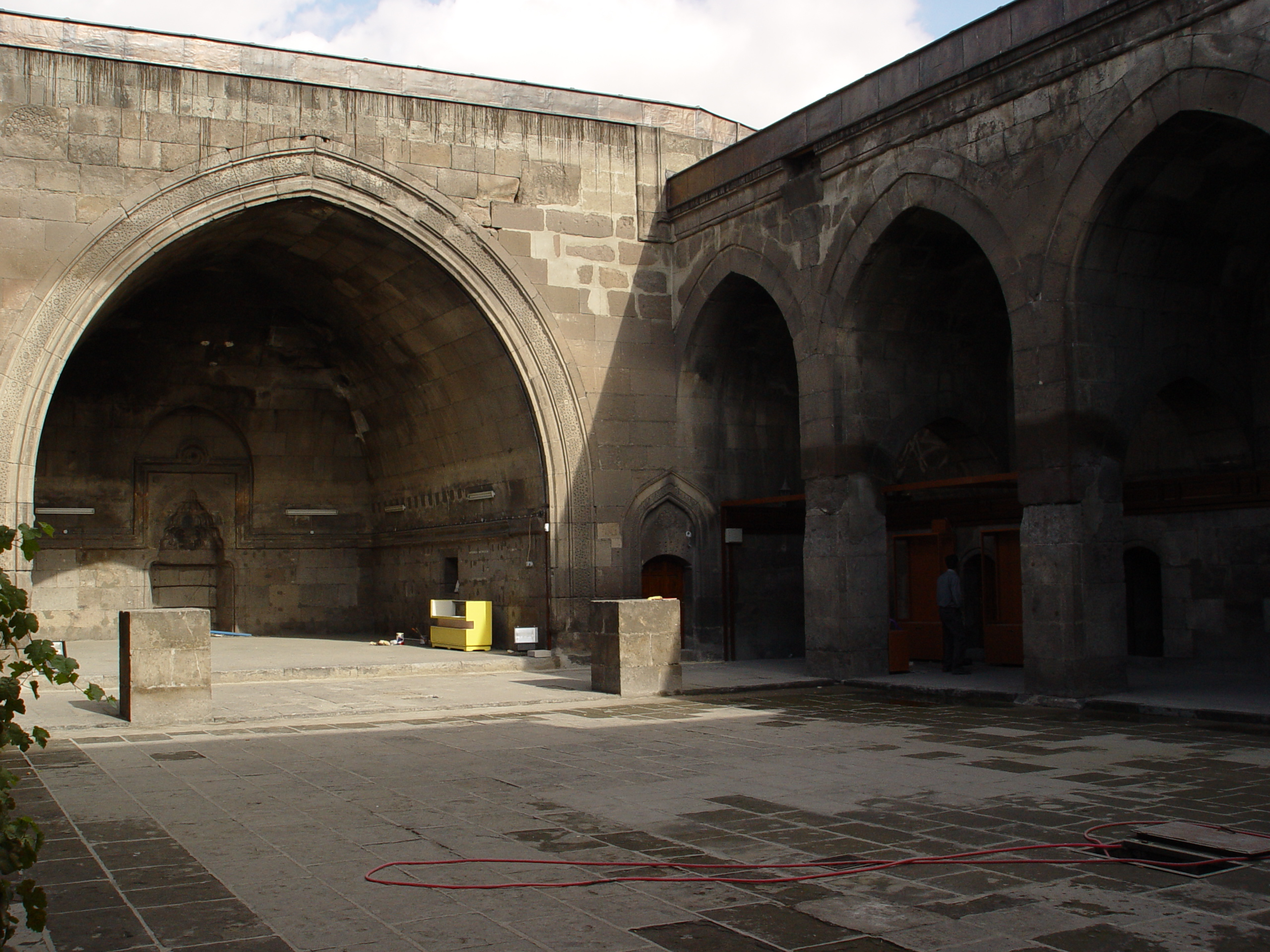
مدرسة مُجمع هوناط خاتون

## أُنظر أيضاً
- مدرسة كاراتاي
- ضريح مؤمنة خاتون
- مجمع جوهر نسيبة